# 밀양고등학교
밀양고등학교(密陽高等學校)는 대한민국 경상남도 밀양시 내이동에 위치한 공립 고등학교이다.

## 학교 연혁
- 1971년 1월 9일 : 밀양종합고등학교 설립인가(3학급 인문 2, 상과 1)
- 1971년 3월 4일 : 개교 및 입학식
- 1973년 11월 17일 : 밀양고등학교로 교명 변경
- 1980년 10월 6일 : 학칙변경 인가(24학급)
- 1994년 2월 25일 : 음악실, 도서실 신축 준공
- 2006년 3월 1일 : 특수학급 신설(1학급)
- 2019년 2월 22일 : 밀양고등학교 기숙사(송정학사) 준공
- 2022년 9월 1일 : 제24대 김서연 교장 취임
- 2022년 12월 29일 : 제50회 졸업식 161명 졸업 (총 졸업생 15,741명)
- 2023년 3월 2일 : 2023학년도 입학식(191명)

## 참고 자료
- 밀양고등학교 - 한국교육학술정보원 학교알리미